# Tanytarsus curtimanus
Tanytarsus curtimanus är en tvåvingeart som beskrevs av Jean-Jacques Kieffer 1911. Tanytarsus curtimanus ingår i släktet Tanytarsus och familjen fjädermyggor.
Artens utbredningsområde är Tyskland. Inga underarter finns listade i Catalogue of Life.